# 올해의 독립영화상
올해의 독립영화상은 1998년부터 수여되기 시작한 대한민국의 영화상이다. '올해의 독립영화', '올해의 독립영화인', 두 부문으로 선정되며, 한국독립영화협회에서 수상자를 선정, 발표한다. 매년 12월쯤에 발표된다.

## 역대 수상자

### 1998년 (1회)
- 올해의 독립영화 : 《본명선언》 (감독 홍형숙)
- 올해의 독립영화인 : 김성숙 (영화감독, 《동시에》 등)

### 1999년 (2회)
- 올해의 독립영화 : 《민들레》 (감독 경순, 최하동하)
- 올해의 독립영화인 : 이지상 (영화감독, 《둘하나섹스》, 《돈오》 등)

### 2000년 (3회)
- 올해의 독립영화 : 《죽거나 혹은 나쁘거나》 (감독 류승완)
- 올해의 독립영화인 : 이효인 (영화평론가, 계간 [독립영화] 편집장, 한국독립단편영화제 집행위원장)

### 2001년 (4회)
- 올해의 독립영화 : 《애국자 게임》 (감독 경순, 최하동하)
- 올해의 독립영화인 : 황철민 (영화감독, 《팔등신으로 고치라굽쇼》, 《옥천전투》 등)

### 2002년 (5회)
- 올해의 독립영화 : 《그들만의 월드컵》 (감독 최진성)
- 올해의 독립영화인 : 함주리 (한국독립영화협회 사무차장)

### 2003년 (6회)
- 올해의 독립영화 : 《송환》 (감독 김동원)
- 올해의 독립영화인 : 활력연구소 운영진

### 2004년 (7회)
- 올해의 독립영화 : 《마이 제너레이션》 (감독 노동석)
- 올해의 독립영화인 : 표용수 (사운드 믹싱 엔지니어)

### 2005년 (8회)
- 올해의 독립영화 : 《노가다》 (감독 김미례)
- 올해의 독립영화인 : 조영각 (프로듀서, 서울독립영화제 집행위원장)

### 2006년 (9회)
- 올해의 독립영화 : 《후회하지 않아》 (감독 이송희일), 《우리 학교》 (감독 김명준) 공동 수상
- 올해의 독립영화인 : 한미FTA저지 독립영화실천단 / 김화범 (한국독립영화협회 배급팀장) 공동 수상

### 2007년 (10회)
- 올해의 독립영화 : 《은하해방전선》 (감독 윤성호) / 《할매꽃》 (감독 문정현) 공동 수상
- 올해의 독립영화인 : 김일권 (프로듀서) / 원승환 (독립영화 배급지원센터 소장) 공동 수상

### 2008년 (11회)
- 올해의 독립영화 : 《똥파리》 (감독 양익준)
- 올해의 독립영화인 : 곽용수 (프로듀서, 인디스토리 대표)

### 2009년 (12회)
- 올해의 독립영화 : 《경계도시 2》 (감독 홍형숙)
- 올해의 독립영화인 : 독립영화전용관 인디스페이스 운영진

### 2010년 (13회)
- 올해의 독립영화 : 《종로의 기적》 (감독 이혁상)
- 올해의 독립영화인 : 영상미디어센터 미디액트 운영진

### 2011년 (14회)
- 올해의 독립영화 : 《돼지의 왕》 (감독 연상호)
- 올해의 독립영화인 : 《잼 다큐 강정》 제작진 / 김동현 (서울독립영화제 사무국장 / 프로듀서) 공동 수상

### 2012년 (15회)
- 올해의 독립영화 : 《지슬: 끝나지 않은 세월2》 (감독 오멸)
- 올해의 독립영화인 : 연분홍치마

### 2013년 (16회)
- 올해의 독립영화 : 《사이비》 (감독 연상호)
- 올해의 독립영화인 : 오지필름 / 故 이성규 감독 공동 수상

### 2014년 (17회)
- 올해의 독립영화 : 《밀양 아리랑》 (감독 박배일)
- 올해의 독립영화인 : 김경묵 감독

### 2015년 (18회)
- 올해의 독립영화 : 《한여름의 판타지아》 (감독 장건재)
- 올해의 독립영화인 : 4.16 세월호 참사 시민기록위원회 / 안보영 프로듀서 공동 수상
- 올해의 독립영화 비평(18회부터 신설됨) : 독립영화전용관 인디스페이스 관객기자단 인디즈

### 2016년 (19회)
- 올해의 독립영화 : 《공동정범》 (감독 김일란, 이혁상)
- 올해의 독립영화인 : 조영각 (서울독립영화제 집행위원장)
- 올해의 독립영화 비평 : 김민형 (인디스페이스 관객기자단 6기 / '한국 독립 다큐멘터리와 표현의 정치학' : 《상계동 올림픽》, 《낮은 목소리》, 《경계도시》, 《불온한 당신》)

### 2017년 (20회)
- 올해의 독립영화 : 《불온한 당신》 (감독 이영)
- 올해의 독립영화인 : 故 박종필 감독 (< 잠수사 > 감독, 416연대 미디어위원회 2기 팀장, 다큐인, 영상활동가)

### 2018년 (21회)
- 올해의 독립영화 : 《김군》 (감독 강상우) / 《살아남은 아이》 (감독 신동석) 공동 수상
- 올해의 독립영화인 : 박광수 (정동진독립영화제 집행위원장, 강릉독립예술극장신영 프로그래머) / 한국독립영화협회 성차별·성폭력·인권침해 사건 대책위원회 / 인디포럼작가회의 성차별·성폭력·인권침해 사건 대책위원회 공동수상

### 2019년 (22회)
- 올해의 독립영화 : 《벌새》 (감독 김보라)
- 올해의 독립영화인 : 이지연 (한국독립영화협회 사무국장)

### 2020년 (23회)
- 올해의 독립영화 : 《남매의 여름밤》 (감독 윤단비)
- 올해의 독립영화인 : 최민아 (인디다큐페스티발 사무국장)

### 2021년 (24회)
- 올해의 독립영화 : 《휴가》 (감독 이란희)
- 올해의 독립영화인 : 원승환 (인디스페이스 관장)

### 2022년 (25회)
- 올해의 독립영화 : 《2차 송환》 (감독 김동원)
- 올해의 독립영화인 : 푸른영상